# إريك أورتن
إريك أورتن (بالإنجليزية: Erik Orton)‏ هو ملحن وكاتب مسرحي أمريكي، ولد في 1974 في كاليفورنيا في الولايات المتحدة.

## وصلات خارجية
- إريك أورتن على موقع IMDb (الإنجليزية)